# Японский университет спортивной науки
Японский университет спортивной науки (яп. 日本体育大学) или сокращённо Ниттайдай (яп. 日体大) — японский частный университет спортивного профиля с учебными корпусами в Сэтагая (Токио) и Аоба (Иокогама).
Был основан в 1893 году в Токио как небольшая спортивная школа, занимавшаяся в основном подготовкой кадров для вооружённых сил Японии. В 1949 году после демилитаризации страны школа получила статус университета.
Университет имеет комплексный научно-исследовательский центр теории спорта, издающий собственный научный журнал. Также есть исследовательский институт спортивной науки, спортивный тренировочный центр, библиотека, имеющая в наличие около 380 тысяч книг. Учебный план предусматривает программы бакалавриата и магистратуры.
Среди выпускников университета многие титулованные спортсмены Японии, в том числе олимпийские чемпионы: Нобуюки Аихара, Кодзи Гусикэн, Косукэ Китадзима, Эйдзо Кэммоцу, Тосихико Кога, Синдзи Морисуэ, Дзюнго Морита, Мицуо Цукахара, Кохэй Утимура, Харухиро Ямасита, Рёко Тани и др.

## Школы и факультеты
- Факультет спортивной науки
  - Отделение физического воспитания
  - Отделение здравоохранения
  - Отделение боевых искусств
  - Отделение спортивного образа жизни и восстановления
- Школа детского спортивного воспитания
  - Отделение детского спортивного воспитания
- Факультет медицинской науки
  - Отделение дзюдо-терапии и медицинской науки
  - Отделение неотложной медицинской помощи.